# Emanații (Star Trek: Voyager)
„Emanații” (titlu original: „Emanations”) este al 9-lea episod din primul sezon al serialului TV american SF Star Trek: Voyager. A avut premiera la 13 martie 1995 pe canalul UPN.

## Prezentare
Harry Kim este transportat într-o lume extraterestră, în același timp un cadavru ajunge pe Voyager.

## Rezumat
Voyager detectează semnătura unui element greu încă nedescoperit în cadrul sistemului inelar al unei planete și organizează o echipă de cercetare pentru a investiga sistemele de peșteri al unuia dintre asteroizi. Făcând acest lucru, ei descoperă numeroase corpuri umanoide, acoperite cu o substanță asemănătoare pietrei și ajung la concluzia că sistemul de caverne este un cimitir. Ei descoperă că cimitirul este încă folosit atunci când se deschide o „vacuolă subspațială” care aduce un corp înfășurat în pânze. O altă vacuolă începe să se formeze, iar echipa oaspete este teleportată din motive de siguranță, dar Kim dispare în vacuolă și este înlocuit de un corp extraterestru feminin, de asemenea, înfășurat în pânze.
Kim a fost transportat într-un mortuar pe lumea de origine a extratereștrilor și se află într-un dispozitiv în formă de păstaie, pe care extratereștrii îl deschid pentru a-l elibera. Ei se identifică ca Vhnori și cred că Kim a venit din „Următoarea Emanație”, numele lor pentru viața de apoi. Păstăile, atunci când sunt activate, deschid o vacuolă și transportă un Vhnori pe moarte înăuntru către emanație. Limitat la clădirea mortuară, Kim îl întâlnește pe Hatil, care a fost programat de familia sa să meargă la Următoarea Emanație. Cu toate acestea, Hatil nu dorește, iar confuzia din jurul sosirii lui Kim pe planetă îi întărește îndoielile cu privire la adevărata natură a vieții de apoi.
Între timp, pe Voyager, Doctorul reînvie trupul femeii care l-a înlocuit pe Kim. Devine isterică când își dă seama că viața de apoi nu este așa cum a crezut ea. În cele din urmă, ea este de acord să fie teleportată într-o vacuolă, în încercarea de a fi returnată în lumea ei natală, dar încercarea eșuează. Corpul ei mort se rematerializează, înfășurat în aceeași substanță.
Pe lumea de origine, Kim și Hatil sunt de acord să schimbe locul între ei, astfel încât Kim să poată fi transportat înapoi printr-o vacuolă și Hatil să scape și să-și trăiască viața ascuns într-un sat rural. Hatil îl înfășoară pe Kim într-un giulgiu de înmormântare, iar Kim este salvat de Voyager și reînviat după ce a fost transportat printr-o păstăie. Mai târziu, el își face griji cu privire la experiența sa, dar căpitanul Kathryn Janeway îl asigură că scanările lor au detectat emanații de energie neuronală provenite din corpurile defunctului Vhnori, iar un câmp energetic gigant format din mii de aceste tipare energetice se află în jurul câmpului asteroidului, indicând o posibilă viață de apoi pentru Vhnori.